# Tazumal
Tazumal is de ruïne van een voormalige Mayastad in het noordoosten van El Salvador, vlak bij de plaats Chalchuapa. 

## Geschiedenis
Tazumal werd destijds waarschijnlijk bewoond door de Pipil. De stad werd vermoedelijk aan het eind van de pre-klassieke periode verwoest door de vulkaan van het Lago de Ilopango, waarna ze weer herbouwd werd.
De stad werd in de jaren 40 en 50 van de 20e eeuw blootgelegd door de Amerikaanse archeoloog Stanley Boggs. 
Lijst van gekende Mayasteden en archeologische sites in centraal Amerika.